# 金粤路駅
座標: 北緯31度14分39.41秒 東経121度37分29.6秒 / 北緯31.2442806度 東経121.624889度
金粤路駅（きんえつろえき）は中華人民共和国上海市浦東新区金橋鎮と金橋経済技術開発区の境界、錦銹東路と金粤路の交差点に位置する、上海軌道交通14号線の駅。付近には錦銹東路金粤路バス停、上海生物技術工業園区がある。

## 駅構造
島式ホーム1面2線の地下駅で、出口は4箇所ある。

## 駅出口
- 1号出口 - 錦銹東路、金粤路
- 2号出口 - 錦銹東路、金粤路
- 3号出口 - 錦銹東路、金粤路
- 4号出口 - 錦銹東路、金粤路

## 隣の駅
上海軌道交通
 14号線
浦東足球場駅 - 金粤路駅 - 桂橋路駅